# Stocksundstorp

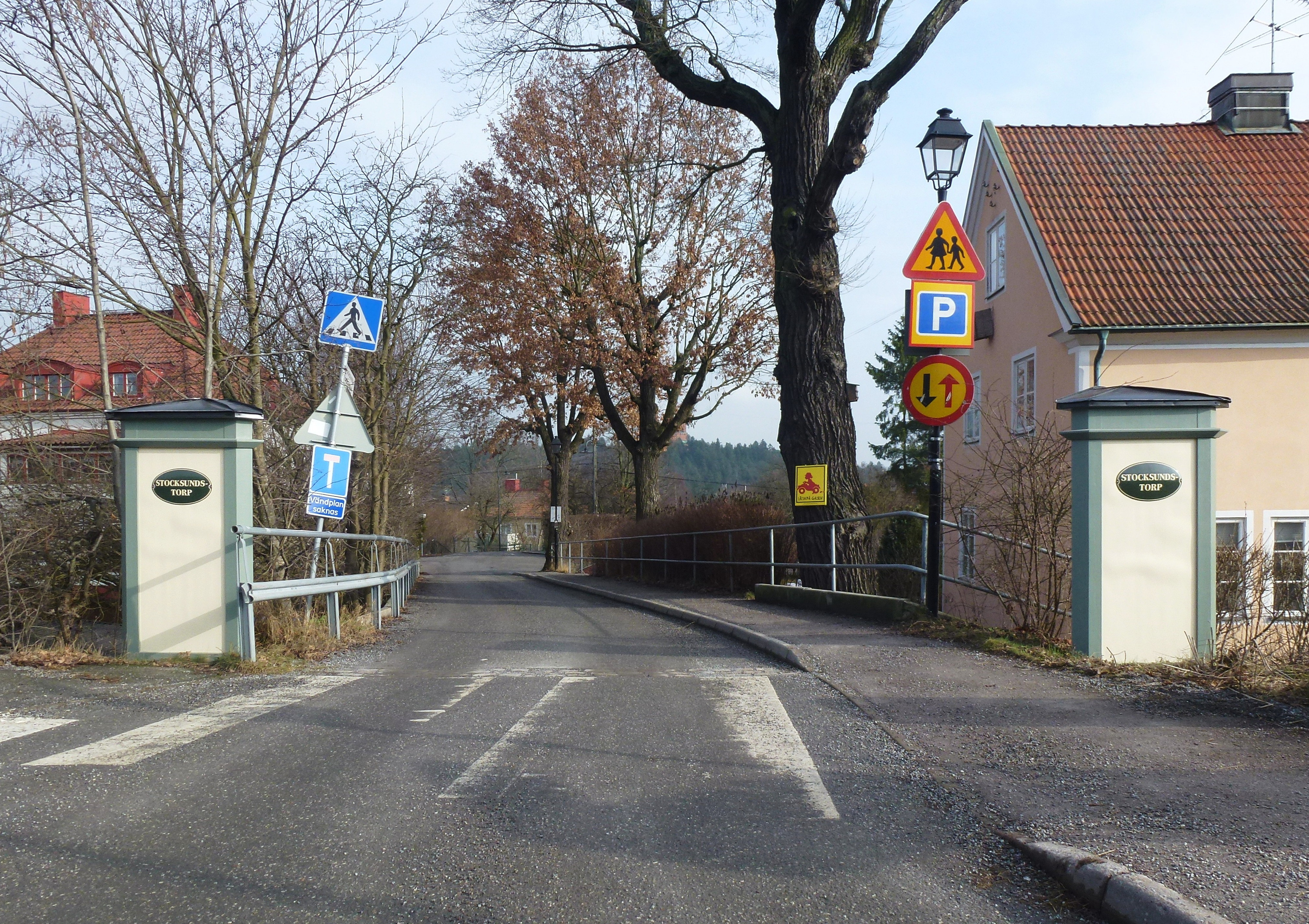
"Entrén" till Stocksundstorp från landsvägen, 2014.

Stocksundstorp är den östliga udden av stadsdelen Bergshamra inom Solna kommun. Den avgränsas från det övriga Bergshamra av Norrtäljevägen och Roslagsbanan. Norr om Stocksundstorp ligger Stocksundet, som förbinder Lilla Värtan med Edsviken. I norra Stocksundstorp finns villor. I södra delen ligger Sfärenområdet med flerfamiljshus. Området är av kommunikationshistoriskt intresse med äldre färdväg och Stocksundsbroarna för vägtrafik, Roslagsbanan och tunnelbana. Området är beläget inom Kungliga Nationalstadsparken.

## Historik

### Äldre historik

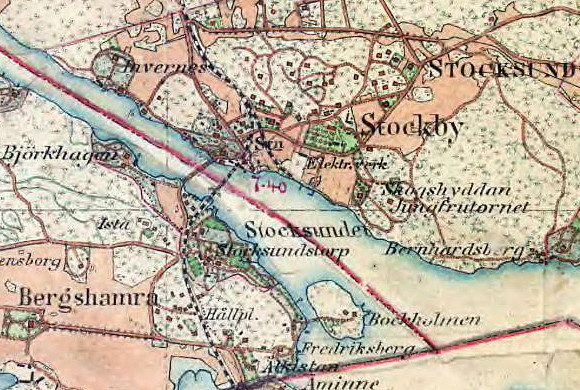
Bergshamra gård och Stocksundstorp, 1901.

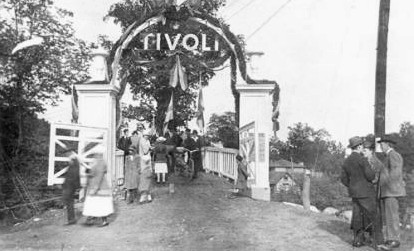
Stocksundstorps Tivoli, omkring 1920.

Under 1600-talet anlades Stocksundstorp med tillhörande gård på utmarker som tillhörde Bergshamra gård. Stocksundstorps gård finns fortfarande kvar och ligger vid dagens Konvaljstigen 4 men är helt kringbyggd av villor. Även av gårdens gamla lindallé finns en liten del bevarad. Torparen på Stocksundstorp var skyldig att utföra två dagsverken i veckan på Bergshamra som betalning för arrendet. Nuvarande gård uppfördes troligen på 1700-mitt på initiativ av brukspatron Claesson. Platsen var väl vald, den låg vid Stocksundet, nära landsvägen mot Roslagen och inte långt från Stocksundsbron.
År 1889 friköptes gården av storbyggmästaren Andreas Gustaf Sällström, som lyckades få Kungl Majt att bjuda ut Stocksundstorp på offentlig auktion, varpå Sällström ropade in egendomen för 55 000 kronor. Han avstyckade tre tomter vid Stocksundsbron. Tomterna bebyggdes omkring 1892 med tre större villor. Av dessa är två bevarade (Villa Borganäs och Villa Alnäs) vid dagens Alnäsvägen 5 respektive 7. Det är typiska sommarvillor med rik utsmyckning av lövsågeri (så kallad snickarglädje). Troligen var villorna redan från början avsedda som permanentbostad med flera lägenheter.
Vid Alnäsvägen 1 ligger ytterligare en intressant villa, kallad Villa Björkhagen, som ursprungligen ingick i Sällströms köp. Huset uppfördes 1854 på Stocksundstorps mark. Tomten uppläts av dåvarande ägaren grosshandlaren Edvard Cederlund till sin vän grosshandlare Stark. Han lät uppföra det stora klassicistiska träpanelhuset med magnifikt läge intill Stocksundet. På 1880-talet ägdes Björkhagen av greve Wilhelm von Hallwyl.

### Stocksundstorp styckas
Efter Andreas Gustaf Sällströms död förvärvades Stocksundstorp av före detta hästhandlaren och fastighetsspekulanten Friberg, som 1917 lät upprätta en styckningsplan med relativt stora tomter. Priserna var höga och vatten- och avloppsledningar hade inte ställts i ordning. Försäljningen gick därför trögt och Friberg förvandlade då hela området till ett nöjesfält med bland annat karuseller och skjutbanor som sattes upp i Stocksundstorps gårds 1700-talspark, vars huvudbyggnad blev ett café. Även det initiativet misslyckades och Stocksundstorps Tivoli lades ner efter bara något år. Från den tiden existerar fortfarande två grindstolpar vid gamla landsvägen.
År 1920 ritades en ny styckningsplan med 38 något mindre tomter av civilingenjör Anders Carlquist. Då försvann stora delar av parken och den gamla herrgården blev inträngd mellan nya villatomter. Tomterna bebyggdes successivt över en lång tidsperiod. Bara ett fåtal villor utefter Roslagsbanans spårområde uppfördes under 1920-talet. Under 1940- till 1970-talen tillkom fler villor i tidstypisk arkitektur, vilket medfört en stor blandning av olika byggstilar.

## Panorama

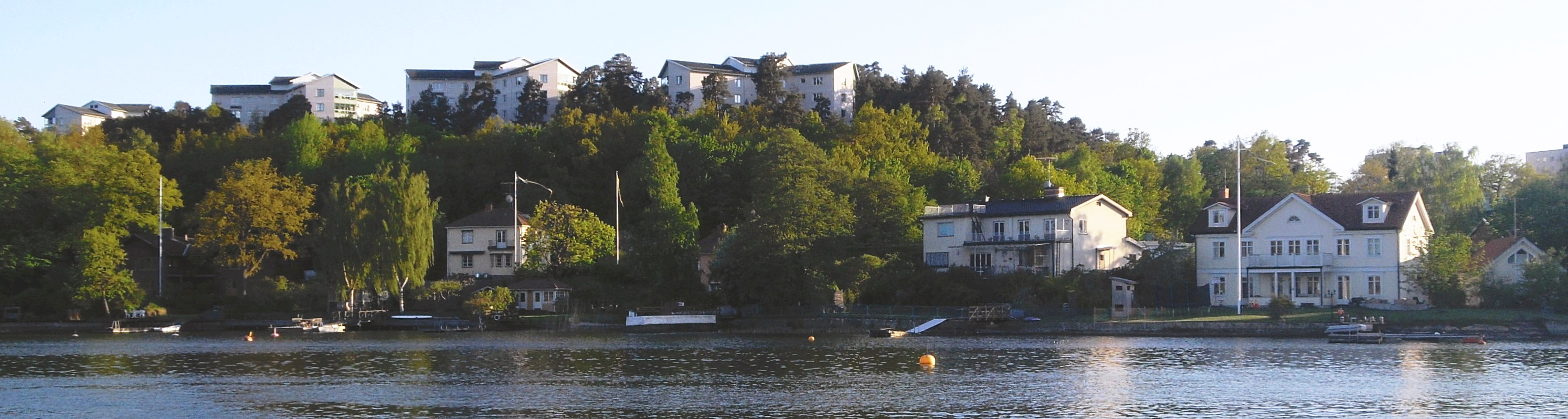
Stocksundstorp, vy från Stocksunds hamn, maj 2009

## Bilder, intressanta villor

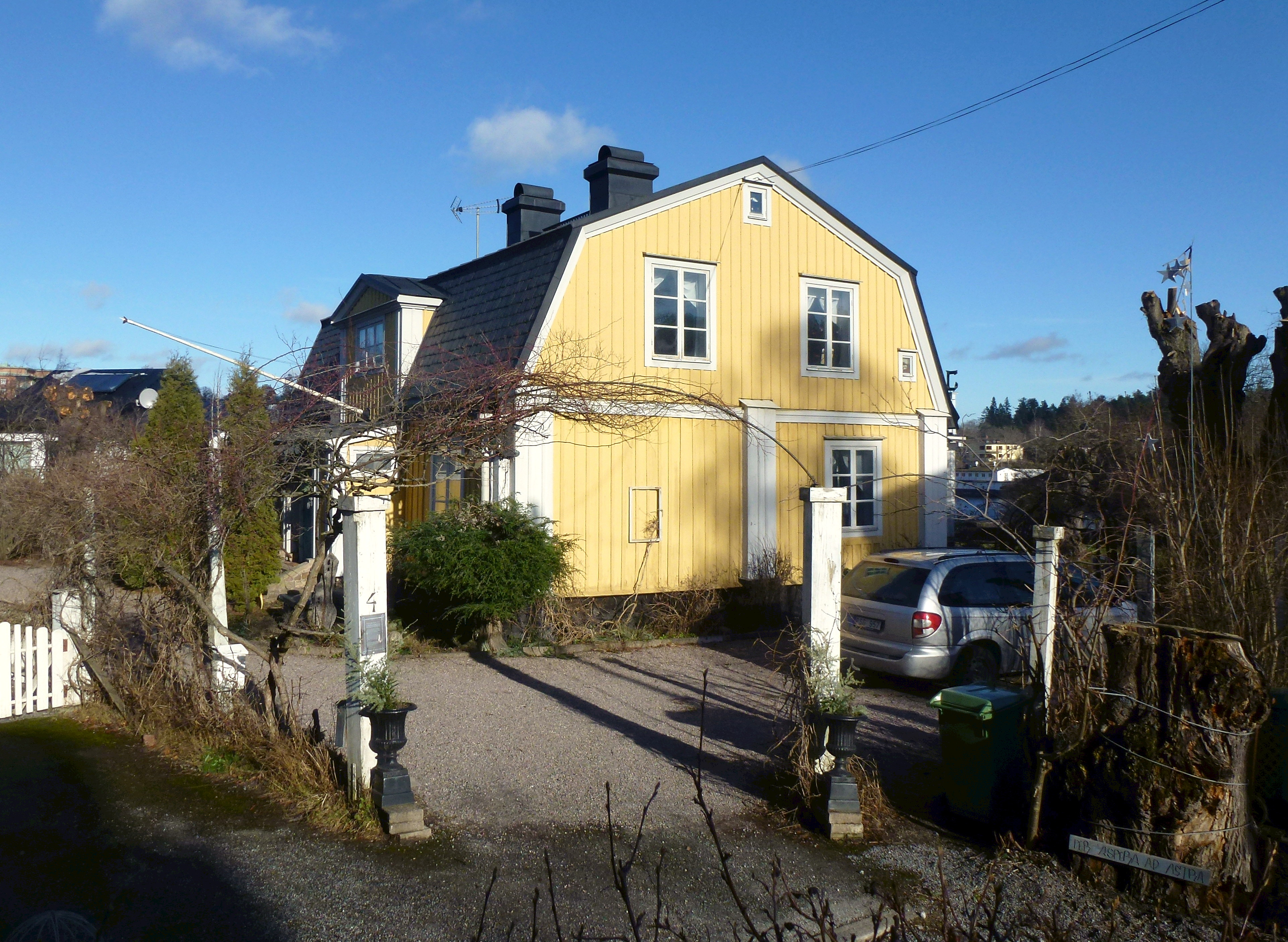
Stocksundstorps gård, Konvaljstigen 4
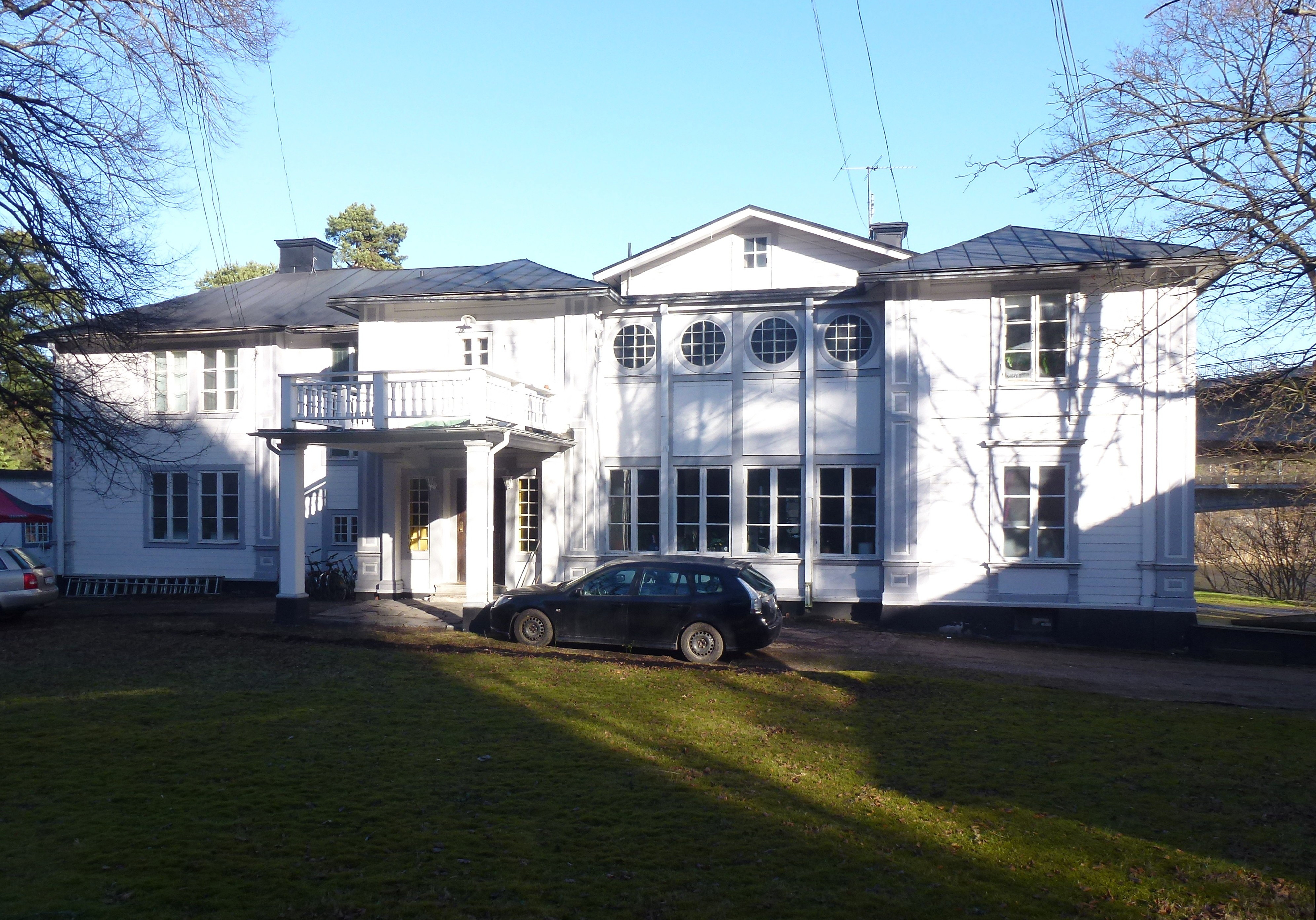
Villa Björkhagen, Alnäsvägen 1
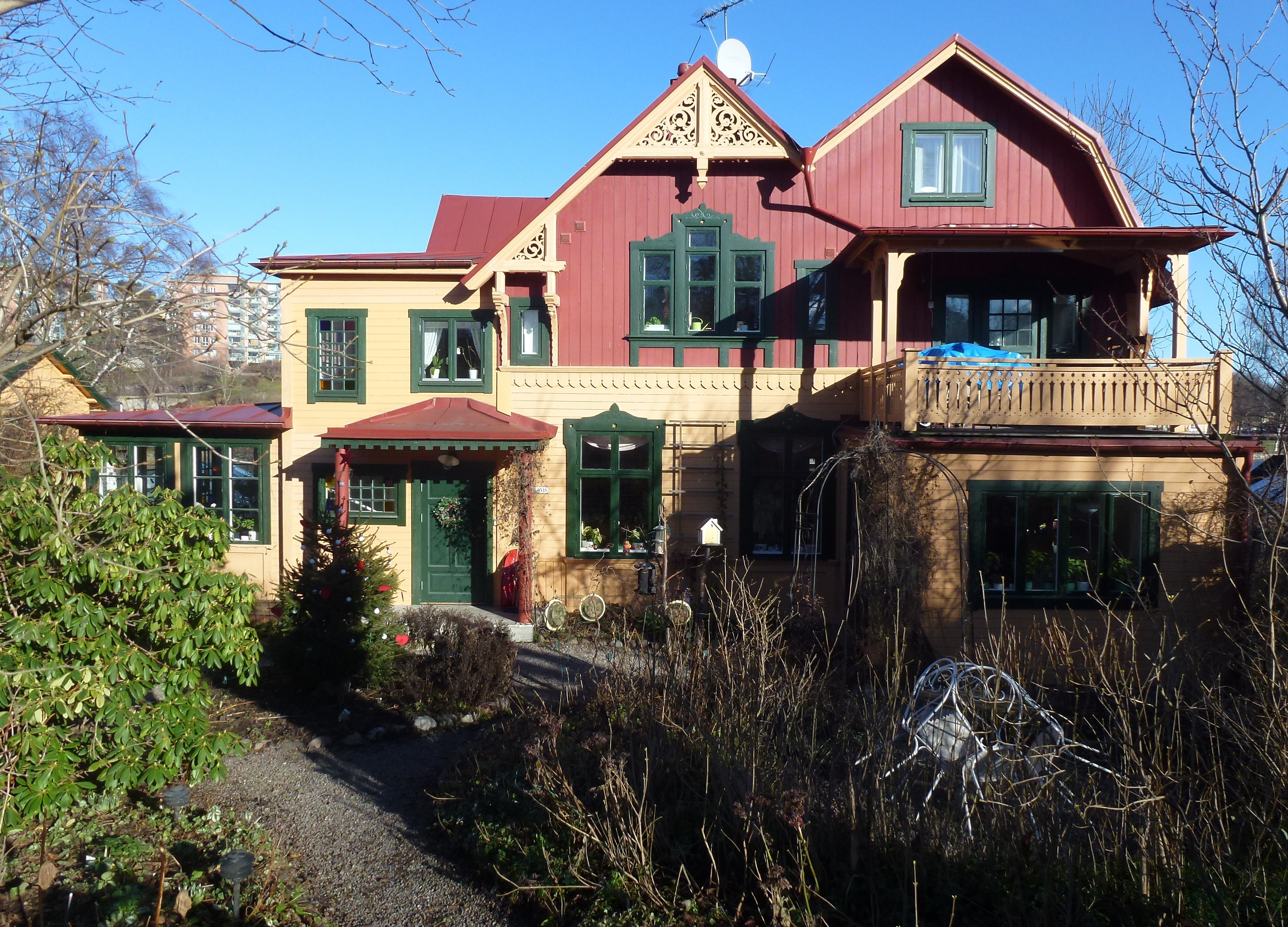
Villa Borganäs, Alnäsvägen 5
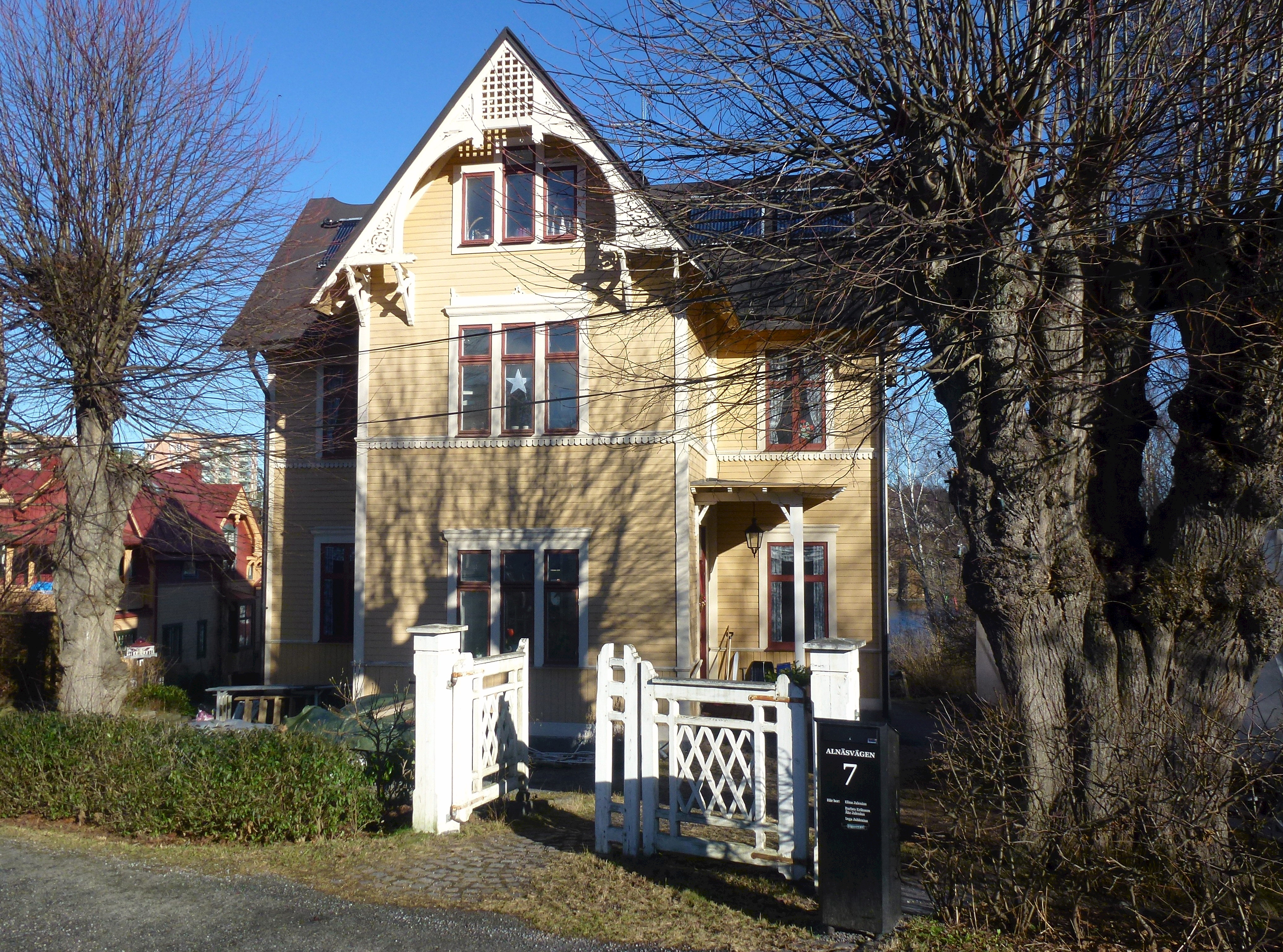
Villa Alnäs, Alnäsvägen 7